# Rudolf III. (Habsburg)
Rudolf III., der Schweigsame († 6. Juli 1249) war der zweite Sohn Rudolfs II. von Habsburg und als Rudolf I. Stammvater der Laufenburger Linie der Habsburger.

## Leben

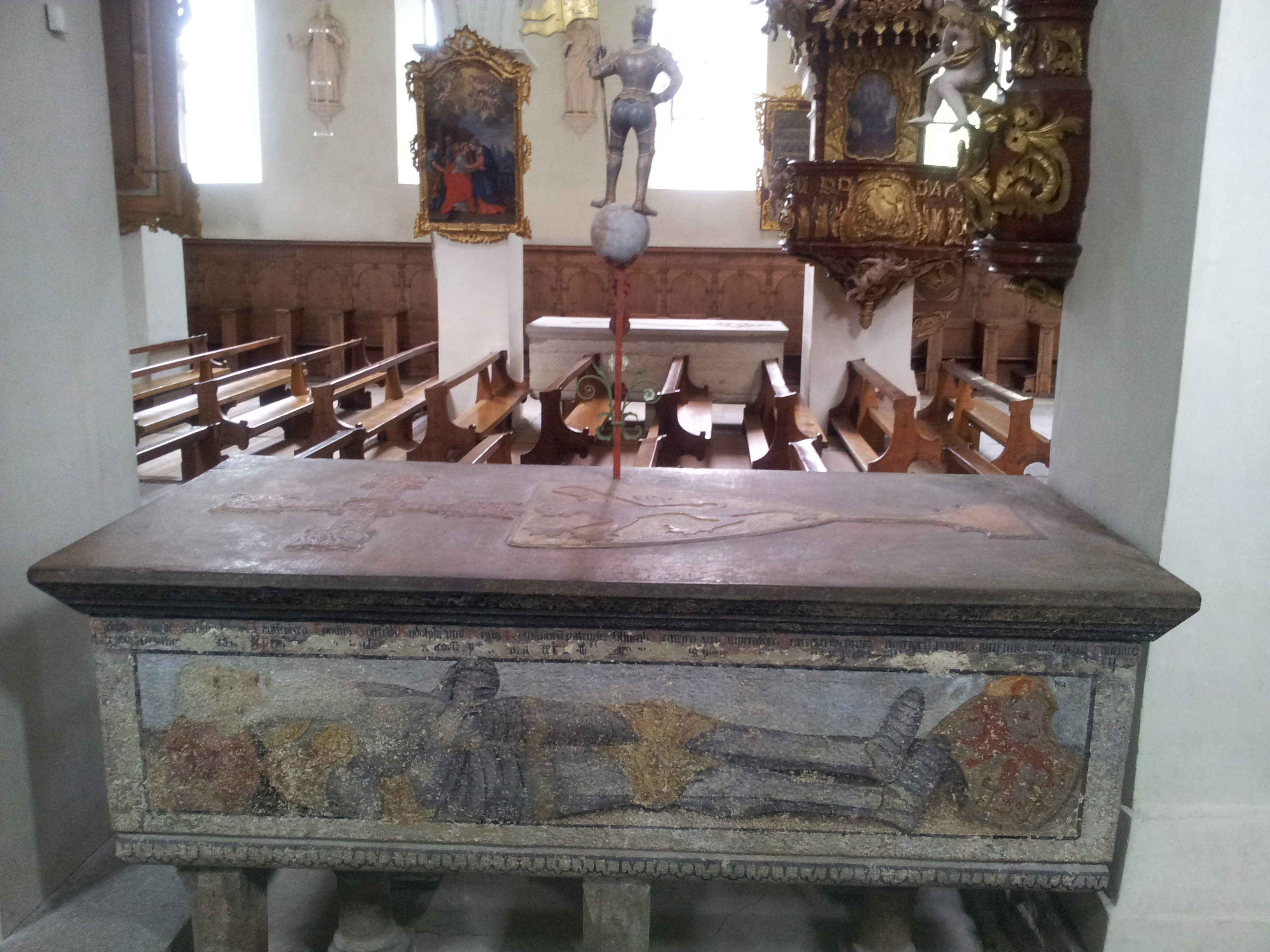
Sarkophag im Kloster Wettingen

Rudolf III. folgte gemeinsam mit seinem Bruder Albrecht IV. seinem Vater als Graf von Habsburg nach und wurde nach der Teilung Graf zu Laufenburg, Landgraf im südlichen Zürichgau und in der Grafschaft Zug (Zug), Graf in Schwyz, Unterwalden und Sempach, Landgraf im Elsass, zu Ottmarsheim und Willisau und Vogt der Klöster Muri und Murbach. Nach dem Regierungssitz hieß diese Linie die Laufenburgische.
Er folgte im Heerbann Friedrich II. in Italien zwischen 1237 und 1245, wandte sich aber nach dem Konzil von Lyon von diesem ab. Er stritt bis zuletzt erbittert mit seinem Neffen, Rudolf I., der staufer-treu blieb, während er päpstlich gesinnt war. Er förderte die Johanniter durch Zollbefreiungen und Schenkungen, förderte Laufenburg, das durch den Vater als Konkurrenz zu Schaffhausen und Nellenburg zur Stadt erhoben worden war, und führte viele Fehden mit den Eidgenossen. 1232 bis 1238 ließ er die Burg Rotzberg anlegen, doch vermutlich wurde die Burg nicht fertiggestellt, denn von einer Zerstörung berichtet nur eine Sage.

## Nachkommen
Rudolf III. von Habsburg war verheiratet mit Gertrud (* vor 1227, belegt 1243–1253), einer Tochter des Freiherren Lütold VI. von Regensberg. Sie hatten die Kinder:
- Wernher († vor 30. Juli 1253)
- Gottfried I. (genannt 1239, † 29. Dez. 1271), Graf von Habsburg-Laufenburg ⚭ Adelheid von Freiburg, Schwester des Konrad Graf von Urach-Freiburg 2.? Elisabeth von Ochsenstein
- Rudolf II. († 1293), Bischof von Konstanz
- Otto († 1. August 1253), Deutschordensritter
- Eberhard I. († 1284), Graf von Kyburg ⚭ Anna von Kyburg → Begründer des Hauses Habsburg-Kyburg (Neu-Kyburg) (erloschen 1417, dann zu Habsburg)

Unehelich, Zuordnung unsicher (? Elisabeth von Strättligen):
- Rudolf von Dietikon, Chorherr zu Zürich